# Scrivia
Lo Scrivia (o Scrèivia in ligure, la Scrivia in piemontese e lombardo, chiamato Olubria dai Romani) è un grosso torrente dell'Italia settentrionale, affluente di destra del Po, che scorre in Liguria, Piemonte e in Lombardia.

## Il corso del torrente
Nasce in Liguria, a Montoggio, comune della città metropolitana di Genova, dalla confluenza del torrente Laccio e del torrente Pentemina, entrambi provenienti dal monte Prelà (Appennino Ligure), percorrendo poi un tratto lungo circa 88 km. Se si considera come ramo sorgentizio principale il torrente Laccio (che nasce nel comune di Torriglia), la lunghezza totale del torrente sino alla foce sale a 117 km.
Dalla confluenza, lo Scrivia scorre inizialmente incassato in direzione nord-ovest fino a giungere nel comune di Montoggio, dove riceve a destra il torrente Laitona, poi fino a Casella (GE), dove riceve un altro importante affluente, il torrente Brevenna, e si allarga notevolmente formando un ampio conoide alluvionale, per poi proseguire verso il comune di Savignone (GE) e ricevere il torrente Camiasca alla sua sinistra.
Bagnato il comune di Busalla (GE) e ricevuti rispettivamente da destra il torrente Seminella e da sinistra il Busalletta, compie poi una chiara deviazione (l'unica veramente rilevante del suo intero percorso) verso nord. Prosegue per alcuni km sino a toccare Ronco Scrivia (GE), dove, nella frazione di Borgo Fornari, riceve da sinistra il torrente Traversa e da destra il torrente San Rocco proseguendo poi la sua corsa incassato in una profonda forra.
In questo tratto bagna alcune frazioni e il centro di Isola del Cantone (GE), ricevendo da destra il torrente Vobbia e da sinistra il torrente Borlasca. Da qui in poi scorre nuovamente incassato in una suggestiva gola sino nei pressi di Pietrabissara (GE), dove entra in territorio piemontese, in provincia di Alessandria.
Subito forma un vastissimo conoide alluvionale e bagna il comune di Arquata Scrivia (AL) ricevendo da destra il torrente Spinti e più a valle, sempre da destra, il suo principale affluente, il torrente Borbera, che gli raddoppia la portata d'acqua. Da qui la valle si restringe nuovamente nell'attraversamento di Serravalle Scrivia (AL), dopodiché il torrente esce dal suo tratto vallivo rallentando la sua corsa e scorrendo alla sua destra idrografica ai piedi dei Colli Tortonesi.
Giunto a Cassano Spinola (AL), il letto del torrente si allarga enormemente, raggiungendo anche cento metri di ampiezza e divagando in molti rami secondari. In questo tratto il torrente non riceve tributari significativi ma solo alcuni modesti corsi d'acqua in destra idrografica come il torrente Castellania-Bruto, proveniente dai Colli Tortonesi. Dopo aver bagnato la città di Tortona (AL) e aver ricevuto da destra il piccolo torrente Ossona, il fiume entra in pianura approfondendo il proprio letto.
Giunto a Castelnuovo Scrivia (AL) riceve sempre da destra il suo ultimo affluente, il Grue, piccolo corso d'acqua. In seguito, con caratteristiche ormai di fiume di pianura, prosegue bagnando Alzano Scrivia (AL) e Molino dei Torti (AL), entrando in Lombardia nei pressi dei comuni di Cornale e Bastida e di Mezzana Bigli, in provincia di Pavia, dove confluisce da destra nel Po, nelle vicinanze del ponte della Gerola e della confluenza dell'Agogna.

### Principali affluenti
- in sinistra idrografica:
  - Torrente Laccio;
  - torrente Busalletta;
  - torrente Traversa;
  - rio San Rocco;
- in destra idrografica:
  - torrente Pentemina;
  - torrente Brevenna
  - torrente Seminella;
  - torrente Vobbia;
  - torrente Spinti;
  - torrente Borbera;
  - torrente Ossona,
  - torrente Grue.

## Caratteri idrologici
La portata media annua dello Scrivia presso la foce è di circa 19 m³/s. Il regime è nettamente torrentizio, con piene talvolta disastrose in autunno e magre quasi totali in estate (totali nel tratto compreso tra Cassano Spinola e Casei Gerola, dove spesso rimane completamente asciutto anche per più mesi consecutivi).
Ad accentuare questa caratteristica sono i tempi di corrivazione essenzialmente brevi nel caso di forti piogge a monte: le onde di piena dello Scrivia infatti possono essere particolarmente tumultuose e devastanti, anche se di breve durata. In particolare quella del 1968 raggiunse il suo massimo storico di oltre 2.000 m³/s; durante la piena dell'autunno 2002, invece, il fiume travolse un ponte tra Arquata Scrivia e Vignole Borbera, poi ripristinato e riaperto solo nel 2005; da citare anche le piene del 4 novembre 2011 e del 9-10 ottobre 2014, tra le massime che si ricordano.
Proprio per le sue caratteristiche idrologiche è classificato come torrente, nonostante le dimensioni siano molto maggiori rispetto ai corsi d'acqua normalmente definiti torrenti (ed anche di molti corsi d'acqua italiani classificati come fiumi).

## Fauna
Le specie ittiche che si possono più comunemente trovare in questo torrente sono: il cavedano, il ghiozzo, il barbo, la savetta la lasca e, nel tratto più alto dello stesso (soprattutto in provincia di Genova), la trota fario, la trota iridea, il salmerino ed il vairone.
La Valle Scrivia è una delle vie preferite per le rotte migratorie dei volatili che, partendo dall'Africa per raggiungere il nord Europa, trovano un transito molto favorevole nel corso rettilineo e sgombro di questa valle, che per l'appunto è posta in direzione nord-est, sud-ovest.
Tra le specie di uccelli locali vanno segnalati il nitticore, le garzette, gli aironi cinerini, il rarissimo tarabuso ed il cavaliere d'Italia. Nelle zone umide ricoperte da canneti vi sono germani, mestoloni e morette.
Nei tratti di fiume dove la vegetazione si fa più rada si possono osservare allodole, gruccioni e cappellacce, mentre gli alberi ospitano usignoli, capinere, sterpazzole, upupe, ghiandaie e picchi.
In crescita la popolazione di martin pescatori.

## Galleria d'immagini

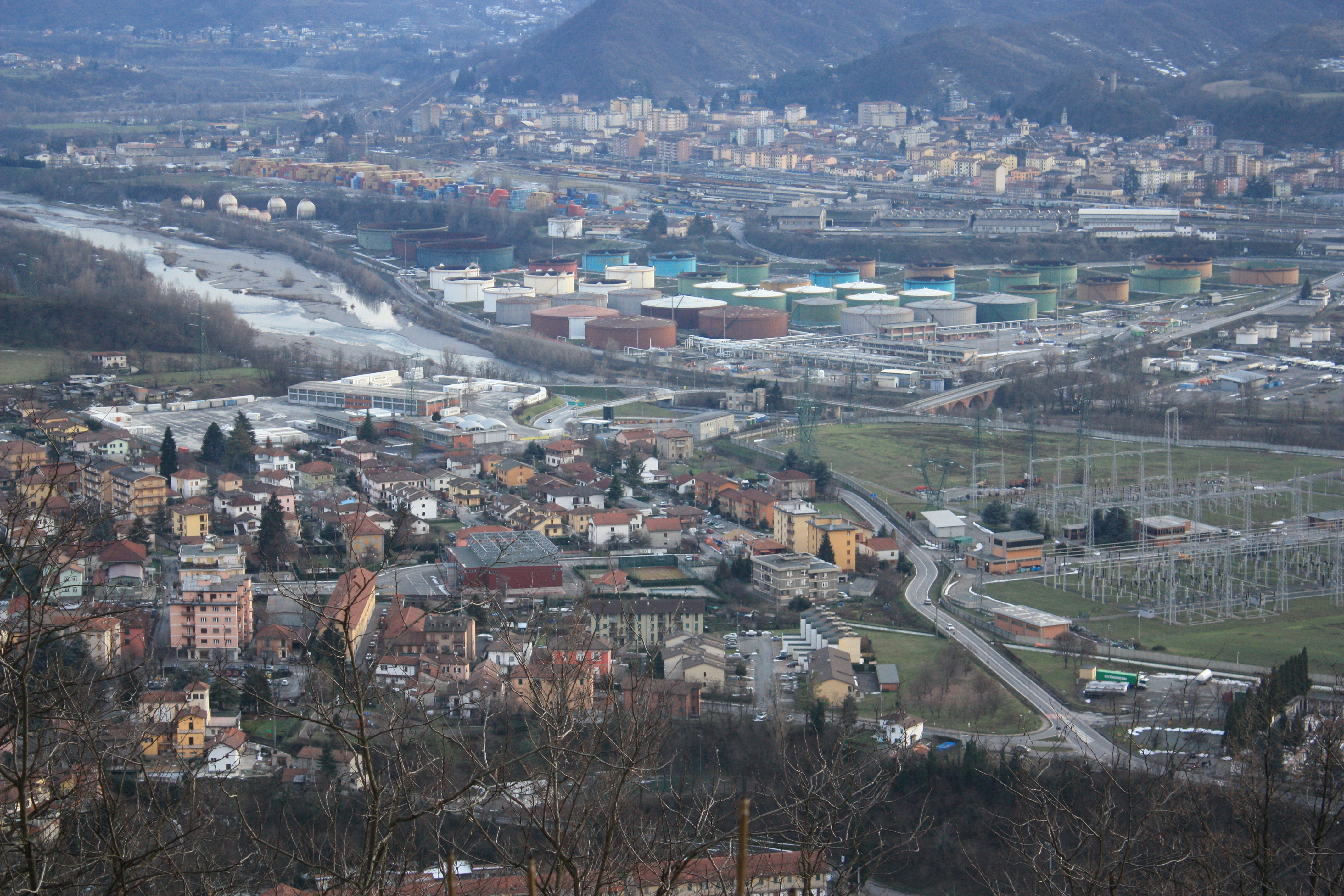
Lo Scrivia tra Vignole Borbera e Arquata Scrivia
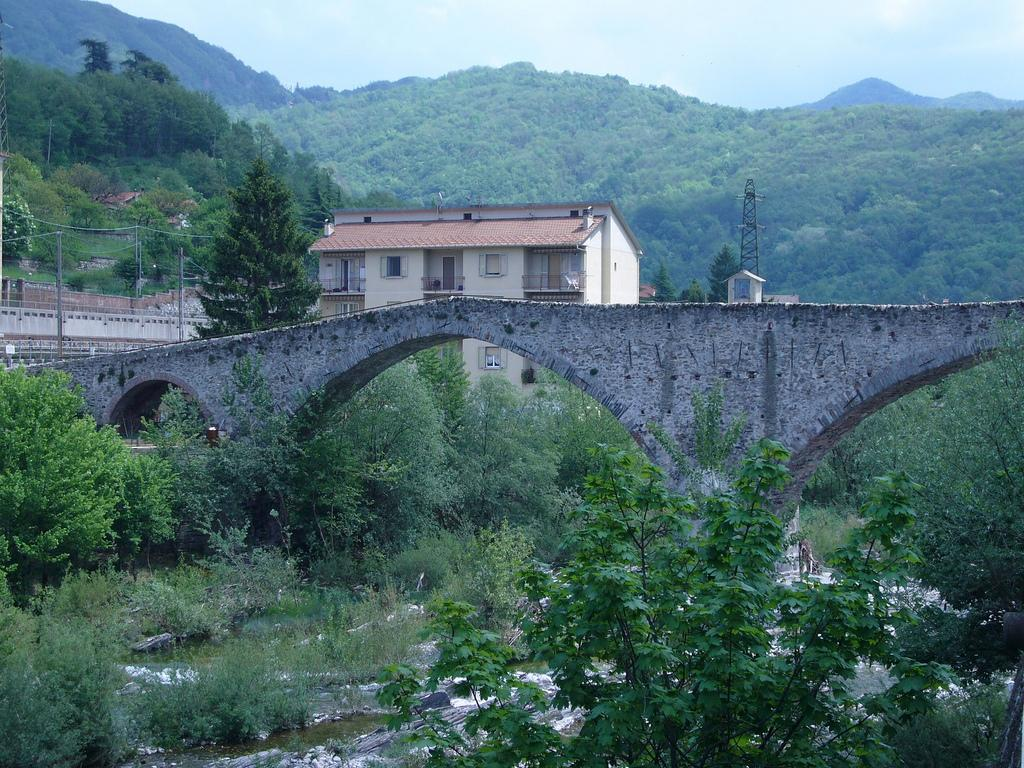
Ponte sullo Scrivia a Ronco Scrivia
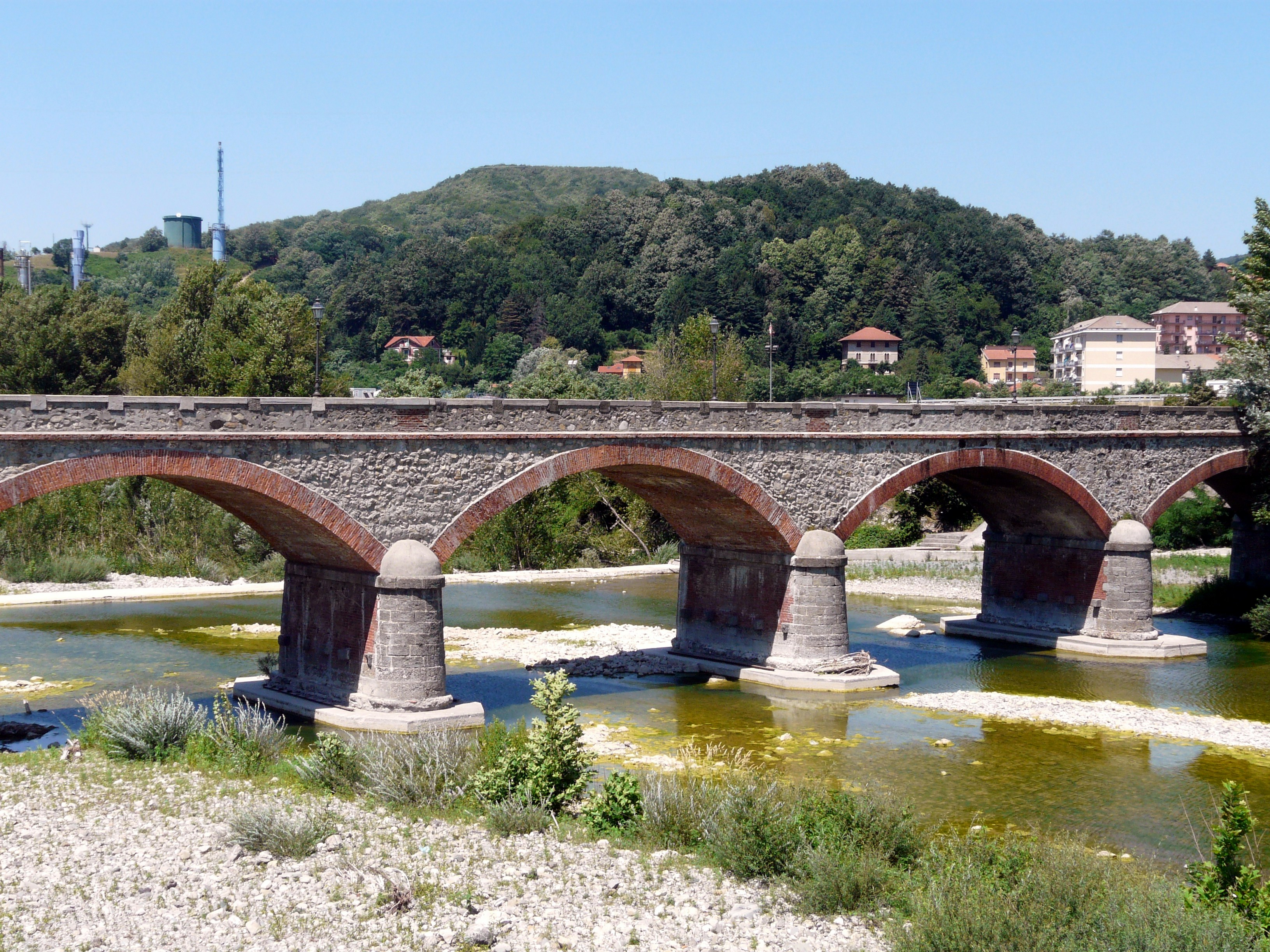
Il Ponte Vecchio di Busalla
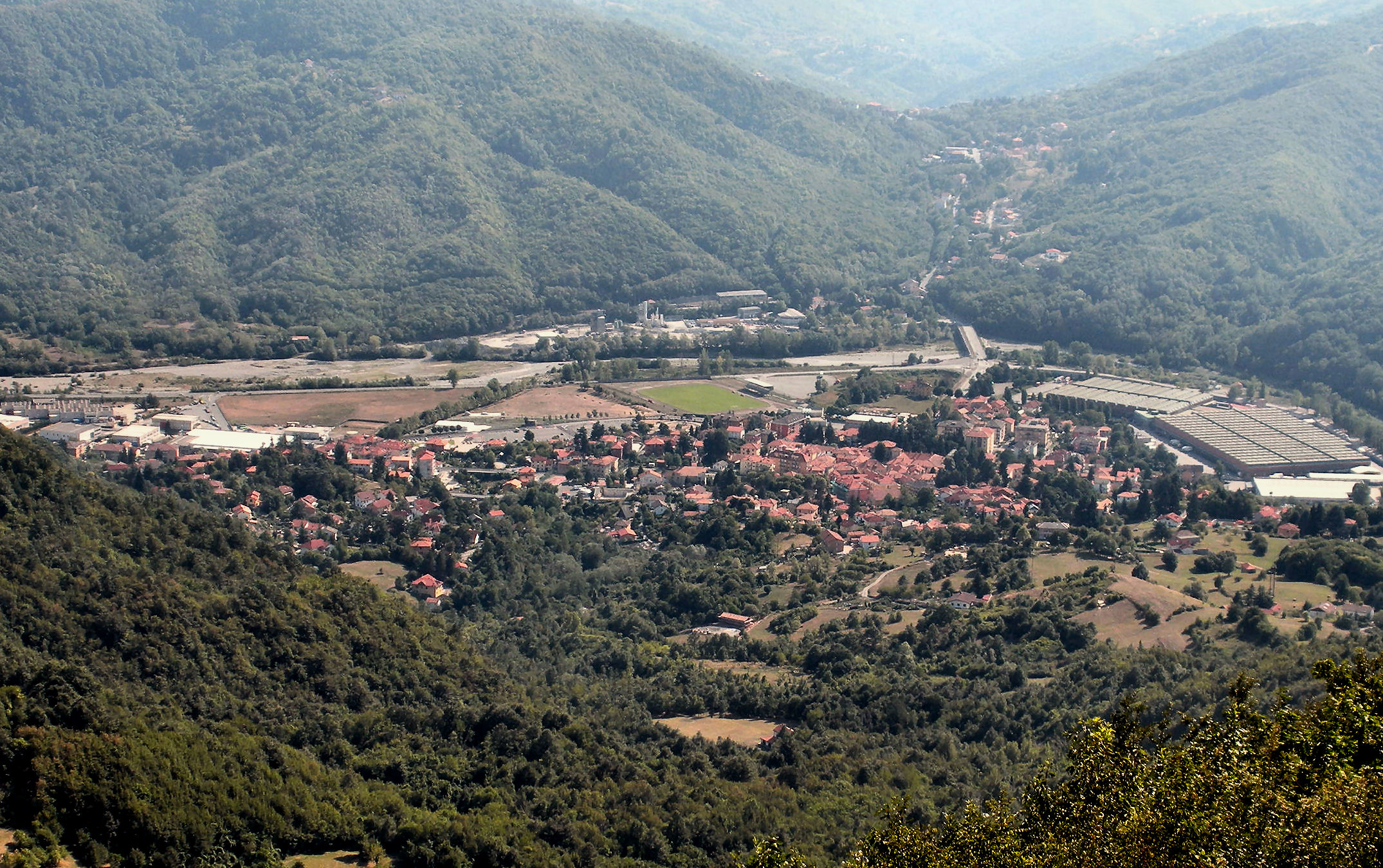
Lo Scrivia a Casella